# GP La Marseillaise 2000
De 21e editie van de GP La Marseillaise werd gehouden op 1 februari 2000 in Frankrijk. De wielerwedstrijd ging over 135,5 kilometer en werd gewonnen door de Fransman Emmanuel Magnien gevolgd door Lauri Aus en Christophe Bassons.

## Uitslag
| GP La Marseillaise 2000 |                    |                    |          |
| Plaats                  | Naam               | Ploeg              | Tijd     |
| Winnaar                 | Emmanuel Magnien   | Française des Jeux | 3u24'33" |
| 2                       | Lauri Aus          | AG2R Prévoyance    | z.t.     |
| 3                       | Christophe Bassons | Jean Delatour      | z.t.     |
| 4                       | Nicolas Fritsch    | Lotto-Adecco       | +3"      |
| 5                       | Fabrizio Guidi     | Lotto-Mobistar     | +56"     |
| 6                       | Sébastien Hinault  | Crédit Agricole    | z.t.     |
| 7                       | Nico Mattan        | Cofidis            | z.t.     |
| 8                       | Lars Michaelsen    | Française des Jeux | z.t.     |
| 9                       | Christophe Moreau  | Festina            | z.t.     |
| 10                      | Dmitri Fofonov     | Besson Chaussures  | z.t.     |

1980 · 1981 · 1982 · 1983 · 1984 · 1985 · 1986 · 1987 · 1988 · 1989 · 1990 · 1991 · 1992 · 1993 · 1994 · 1995 · 1996 · 1997 · 1998 · 1999 · 2000 · 2001 · 2002 · 2003 · 2004 · 2005 · 2006 · 2007 · 2008 · 2009 · 2010 · 2011 · 2012 · 2013 · 2014 · 2015 · 2016 · 2017 · 2018 · 2019 · 2020 · 2021 · 2022 · 2023 · 2024 · 2025